# Amatriciana

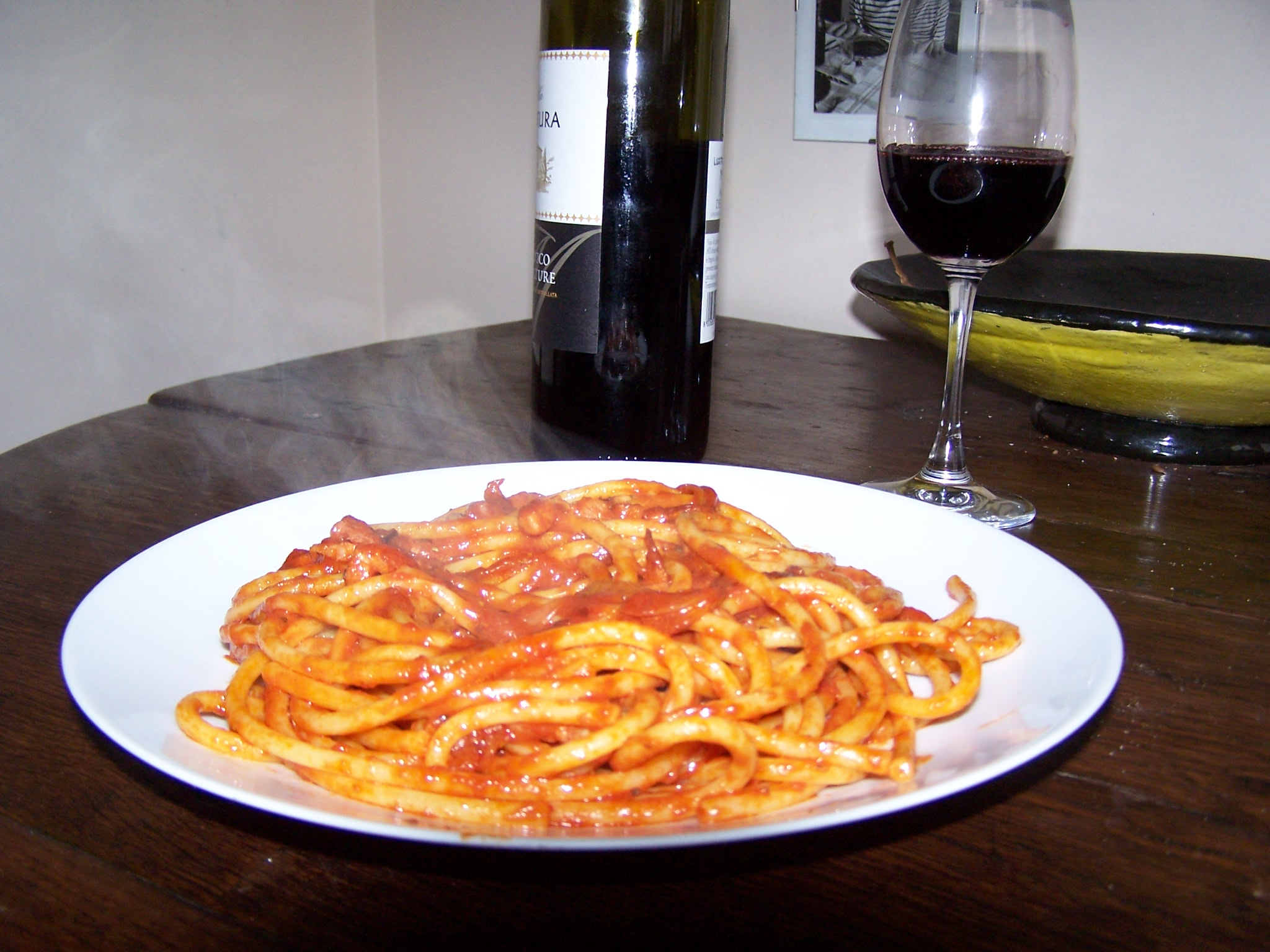
Amatriciana z bucatini

Amatriciana [a.ma.triˈt͡ʃa.na] – włoski sos do makaronu na bazie podsmażonego, drobno pokrojonego mięsa, pomidorów i sera pecorino. W Rzymie sos ten nazywany jest matriciana.

## Historia i pochodzenie
Pochodzenie sosu nie jest dokładnie znane, przypuszcza się jednak, że wywodzi się on z innego, prostszego sosu grica. Był to sos na bazie pokrojonego i podsmażonego wieprzowego podgardla (guanciale), startego sera owczego pecorino i pieprzu. W XIX wieku zaczęto dodawać do sosu pomidory i w ten sposób powstał sos amatriciana. Nazwa sugeruje, że pochodzi on z miasta Amatrice, jednak mieszkańcy Rzymu twierdzą, że autorem przepisu był kucharz, który co prawda pochodził z Amatrice, ale mieszkał i pracował w Rzymie.

## Składniki
Współcześnie podstawowym składnikiem sosu amatriciana jest suszone i solone, pokrojone na drobne kawałki guanciale, ale dopuszczalne jest zastąpienie go boczkiem. Ponadto dodaje się pomidory (w Rzymie stosuje się odmianę zwaną casalino), oliwę z oliwek, starty ser pecorino (np. romano), sól i pieprz. Istnieje we Włoszech spór, czy do  sosu należy dodawać cebulę czy czosnek (niektórzy dodają oba). Na oficjalnej stronie internetowej miasta Amatrice opublikowano przepis, w którym nie ma ani cebuli, ani czosnku, jest natomiast niewielka ilość białego wina. Z kolei według przepisu Accademia Italiana della Cucina do sosu należy dodać cebulę i niewielką ilość ostrej papryczki, a guanciale można zastąpić pancettą.

## Makaron
Sos podaje się z makaronem bucatini, tj. grubymi nitkami makaronu jajecznego, przypominającymi spaghetti. Ewentualnie sos podaje się ze spaghetti alla chitarra ("z gitary", nazwa pochodzi od przyrządu do robienia klusek), wówczas nitki makaronu są grube i prostokątne w przekroju.